# Football Club d'Annecy
Il Football Club d'Annecy (AFI: /anˈsi/), meglio noto come FC Annecy o semplicemente Annecy, è una società calcistica francese con sede nella città di Annecy. Milita nella Ligue 2, la seconda serie del campionato francese di calcio.

## Storia

### La fondazione ed il primo ventennio (1927-1940)
L'Annecy venne fondata nel 1927 da René Veyrat, René Favre-Hoffer-Moschberger, Johanny Bolluz, Goerges Rulland, Georges Sonjon e Eugène Perron.
Dopo aver giocato per diversi anni nei campionati amatoriali, nel 1942, il club aderisce al professionismo, venendo inserito nel Gruppo Sud del Championnat de Guerre 1942-1943, concluso al decimo posto.
Durante la grande guerra l'Annecy è vittima, come altri club francesi, del divieto di disputare un campionato "nazionale" a causa dell'occupazione tedesca, perdendo anche il proprio status professionale.
Dopo la guerra, il club prese parte alla Division d'Honneur della Ligue du Lyonnais, vincendolo nel 1947. L'anno successivo, assieme ad altre 48 squadre, prende parte alla neonata Division Nationale, nuovo primo livello amatoriale.

#### Gli anni nei campionati amatoriali (1948-1980)
A partire dalla sua adesione, l'Annecy si stabilì definitivamente nella Division Nationale. Divendo l'unico club, assieme al Mulhouse, a rimanervi dalla creazione fino all'abolizione nel 1971.

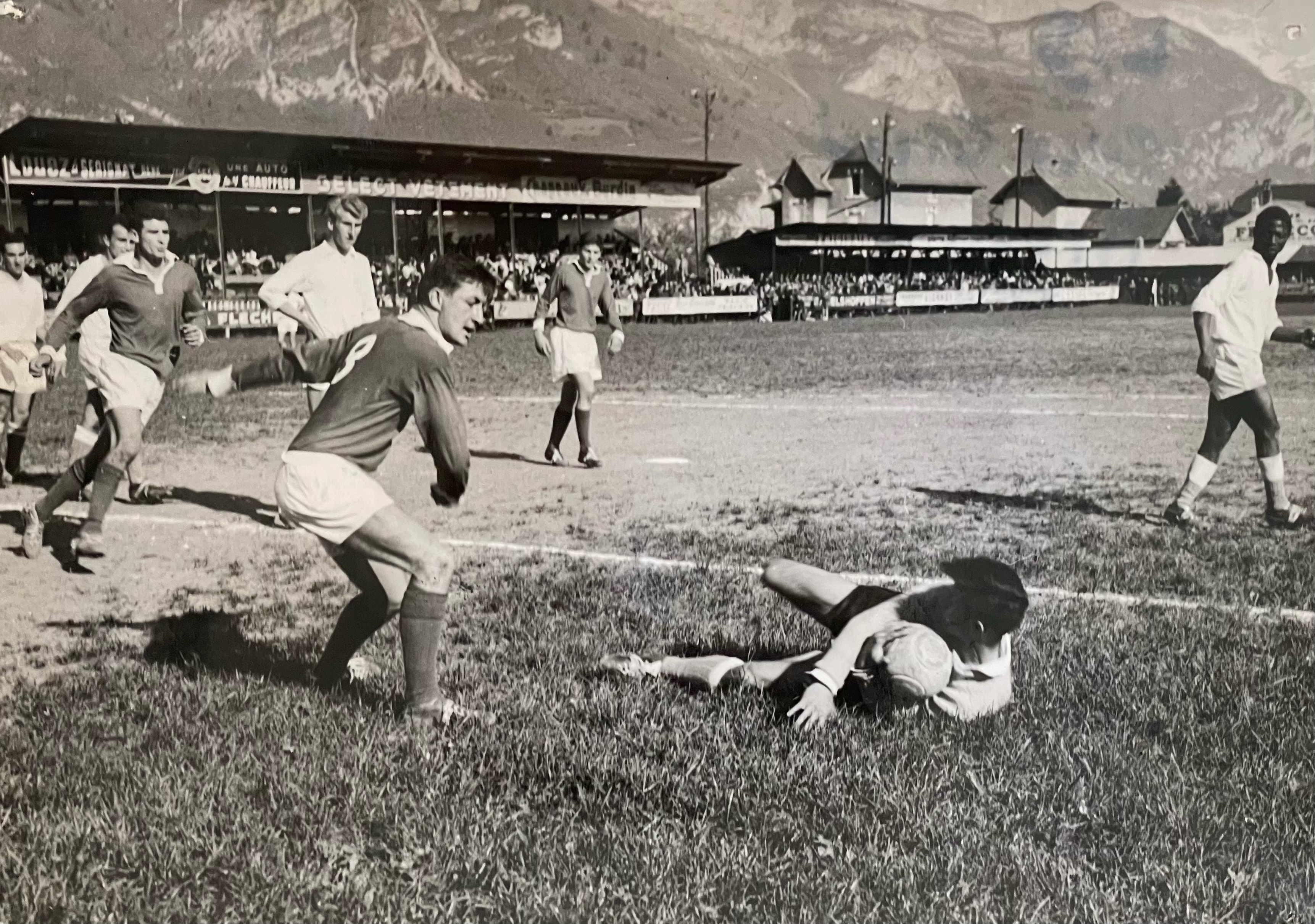
Gara di CFA tra l'Annecy e la squadra riserve dell' nel 1959.

Durante questo trentennio, il club riuscì ad ottenere ottimi risultati, soprattutto nel periodo che va dal 1955 al 1964, in cui riuscì ad ottenere ai primi posto del proprio girone per otto volte e vincendo nel 1960 il girone Sud-Est, che lo portò a disputare la fase finale del campionato che riuniva le vincitrici di ogni girone. Nella fase finale, il club dell'Alta Savoia battendo il Rouen nei quarti di finale (3-2, dopo i tempi supplementari), lo Stade Reims in semifinale (4-2, dopo i tempi supplementari ) e il Nancy in finale per 2-1.

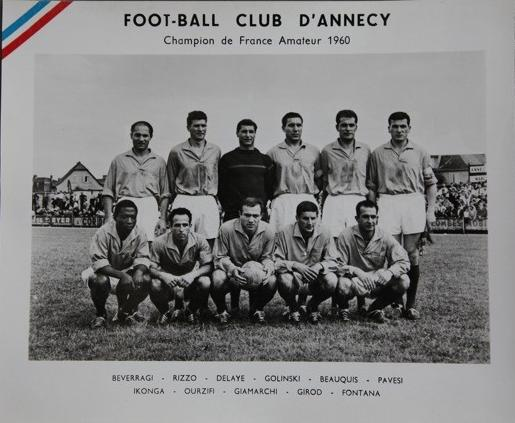
La formazione vincitrice della CFA nel 1960.

Nel 1971, il club si unì al nuovo campionato di terza categoria la Division 3. Dopo due stagioni l'Annecy venne retrocesse nella nuova Division d'Honneur, dove rimane bloccato per sette stagioni.
Nel 1980 si classifica al secondo posto venendo promosso alla Division 4, nuovo quarto livello creato nel 1978.

#### L'ascesa alla Division 2 (1980-1993)
Dopo le prime quattro stagioni anonime in Division 4, il club iniziò la proprio scalata verso la Division 2, vincendo il proprio girone di Division 4 nel 1984 e conquistando la promozione in Division 2, da secondo in classifica, nel gruppo Sud-Est di Division 3 nel 1987-1988, grazie alla rete di Yves Mangione nell'ultima gara di campionato contro lo Stade Raphaëlois.
Il club rimane in D2 per cinque stagioni, tra il 1988-1989 e il 1992-1993, tra questa la migliore è la stagione 1990-1991, in cui il club si piazza al nono posto nel proprio giorne e riesce anche a qualificarsi alla fase finale della Coppa di Francia, battendo una squadra di Division 1.

#### Gli anni bui (1993-2012)
Alla fine della stagione 1992-1993 il club venne retrocesso e a causa dei debiti che aveva, il 16 ottobre 1993 fu sciolto, tuttavia lo stesso giorno venne creato un nuovo club con il nome Annecy Football Club.
Il nuovo Annecy non venne accettato in Division 2, bensì nella settima serie francese, dalla quale venne quasi subito promossa in sesta serie, la Rhône-Alpes Honneur Ligue. Dopo nove anni l'Annecy venne retrocessa nuovamente nel 2007-2008.

#### Cambio di denominazione e il ritorno in Ligue 2 (2013-)
Nel 2013 il club cambiò nuovamente denominazione, adotta la storica FC Annecy, e nel 2015, vincendo la Rhône-Alpes Division Honneur, riuscì ad accedere al Championat de France Amateur 2. L'anno successivo il club vinse nuovamente il campionato venendo promosso in Championnat de France Amateur.
Dal 2016 al 2019, il club ottenne ottimi risultati nella nuova serie, tuttavia senza riuscire ad ottenere la promozione.
Alla fine della stagione 2019-2020, la squadra ottenne il primo posto nel proprio girone, venendo promosso in Championnat National nonostante la sospensione dei campionati a causa della pandemia di COVID-19.
L'esordio nel nuovo campionato si rivelò complicato, con l'Annecy che l'8 dicembre 2020 decise di esonerare l'allenatore Michel Poinsignon a causa degli scarsi risultati dei biancorossi, che portarono la squadra all'ultimo posto. Sostituito da Jean Yves Chay il club riuscì a salvarsi, grazie anche ad una serie positiva di dieci partite senza sconfitte.
La stagione successiva con l'avvicendamento in panchina di Laurent Guyot il club riesce ad ottenere la promozione in Ligue 2, tornando a partecipare alla seconda serie nazionale dopo 30 anni.
Nella stagione del ritorno in Ligue 2, quindi quella 2022-2023, il club biancorosso raggiunge per la prima volta nella sua storia la semifinale di Coppa di Francia, arrendosi al Tolosa dopo aver battuto Villerupt Thil, Belfort, Paris FC e l'Olympique Marsiglia.
In campionato il club raggiunge il 17º posto, viene dunque retrocesso nuovamente in Championnat National, tuttavia a seguito della retrocessione per condanna del Sochaux, viene ripescato in Ligue 2.

## Colori e simboli

### Simboli

#### Stemmi

Stemma in uso dal 2022.[11]

## Allenatori e presidenti
- 1951-1958:  Lucien Leduc
- 1958-1964:  Stanislas Golinski
- 1964-1968:  André Grillon
- 1968-1969:  Léon Glovacki
- 1969-1971:  Stanislas Golinski
- 1971-1972:  Noël Gallo
- 1972-1973:  Jean-Claude Lavaud

 André Giamarchi
- 1973-1979:  Claude Rey
- 1979-1981:  Canzio Capaldini
- 1981-1987:  Jean-Christian Lang
- 1987-1989:  Georges Korac
- 1989:  Michel Poinsignon (mag.-lug.1989)
- 1989-1992:  Guy Stéphan
- 1992-1994:  Christian Coste
- 1994-1999:  Victor Mastroianni
- 1999-2000:  Jean-Yves Kerjean
- 2000-2002:  Alexandre Marinkov
- 2002-2003:  Franck Lebel
- 2003-2004:  Karim Fatmi
- 2004-2005:  Pascal Chavaroche
- 2005-2008:  Milé Dukic
- 2008-2009:  Alexandre Marinkov
- 2009-2010:  Willy Bruyas
- 2010-2011:  Alexandre Marinkov
- 2011-2016:  Michel Poinsignon
- 2016-2019:  Hélder Esteves
- 2019-2020:  Michel Poinsignon
- 2020-2021:  Rémi Dru (dic. 2020-gen.2021)

 Jean-Yves Chay (gen.-mag. 2021)
- 2021-:  Laurent Guyot

- 1927:  Louis Monnet
- 1933-1970:  Jean Chatenoud
- 1970-1972:  René Gibault
- 1972-1973:  Jean Bugeat
- 1973-1976:  Charles Pothain
- 1976-1981:  René Gibault
- 1981-1985:  Jean Bugeat
- 1985-1993:  Henri Ceccon
- 1993-1996:  Christian Piqueras
- 1996-2002:  Jacques Gothon
- 2002-2003:  Dominique Baud
- 2003-2008:  Michel Rousseaux
- 2008-2009:  Michel Rousseaux e Stéphane Loison
- 2009-in carica:  Stéphane Loison
- 2019-in carica:  Sébastien Faraglia

## Organico

### Rosa 2024-2025
Aggiornato al 22 ottobre 2024.
| N. |                    | Ruolo | Calciatore        |
| -- | ------------------ | ----- | ----------------- |
| 1  | Francia (bandiera) | P     | Florian Escales   |
| 2  | Francia (bandiera) | D     | Hamjatou Soukouna |
| 4  | Francia (bandiera) | D     | Ritchy Valme      |
| 5  | Algeria (bandiera) | C     | Ahmed Kashi       |
| 6  | Francia (bandiera) | D     | François Lajugie  |
| 7  | Gabon (bandiera)   | C     | Noah Lemina       |
| 9  | Francia (bandiera) | A     | Trévis Dago       |
| 10 | Francia (bandiera) | A     | Kapit Djoco       |
| 11 | Francia (bandiera) | C     | Goteh Ntignee     |
| 16 | Francia (bandiera) | P     | Thomas Callens    |
| 17 | Francia (bandiera) | C     | Vincent Pajot     |

| N. |                         | Ruolo | Calciatore         |
| -- | ----------------------- | ----- | ------------------ |
| 18 | Francia (bandiera)      | D     | Axel Drouhin       |
| 20 | Burkina Faso (bandiera) | C     | Josué Tiendrébéogo |
| 21 | RD del Congo (bandiera) | C     | Fabrice N'Sakala   |
| 22 | Francia (bandiera)      | A     | Clément Billemaz   |
| 23 | Guinea (bandiera)       | A     | Karim Cissé        |
| 24 | Francia (bandiera)      | C     | Yohan Demoncy      |
| 26 | Francia (bandiera)      | C     | Anthony Bermont    |
| 27 | Francia (bandiera)      | D     | Julien Kouadio     |
| 28 | Francia (bandiera)      | C     | Antoine Larose     |
| 30 | Francia (bandiera)      | P     | Tidiane Malbec     |
| 41 | Francia (bandiera)      | D     | Thibault Delphis   |

## Palmarès

### Competizioni nazionali
- Challenge Jules‒Rimet: 2

1954-1955, 1959-1960
- Division 4: 1

1983-1984 (gruppo F)
- Championnat National 2: 1

2019-2020 (girone D)

### Competizioni regionali
- Lyonnais Division Honneur: 4

1941-1942, 1946–1947, 1947–1948, 1979–1980
- Rhône-Alpes Division d'Honneur Régionale: 2

1994-1995, 2012-2013
- Rhône-Alpes Division d'Honneur: 2

1996-1997, 2014-2015
- Coupe de Lyonnais: 3

1953-1954, 1958-1959, 1979-1980